# اونسان-ژرس
اونسان-ژرس (به فرانسوی: Ansan) یک کمون در فرانسه است که در canton of Gimont واقع شده‌است. اونسان-ژرس ۷٫۷۶ کیلومتر مربع مساحت دارد ۲۰۷ متر بالاتر از سطح دریا واقع شده‌است.